# Kính Hồ
Kính Hồ (chữ Hán giản thể: 镜湖区, Hán Việt: Kính Hồ khu) là một quận thuộc địa cấp thị Vu Hồ, tỉnh An Huy, Cộng hòa Nhân dân Trung Hoa. Quận Kính Hồ có diện tích 20 km2, dân số 190.000 người. Về mặt hành chính, quận này được chia thành 13 nhai đạo biện sự xứ. Các đơn vị này lại được chia thành 95 uỷ ban xã khu cư và 3 thôn hành chính. Các nhai đạo biện sự xứ: Bắc Kinh Lộ, Tân Giang, Ngân Hồ, Trường Giang Lộ, Đinh Đường, Thiên Môn Sơn, Kính Hồ, Trung Giang, Đông Môn, Bắc Môn, Giả Sơn, Giả Lộc.